# Mariensäule (Kienberg)

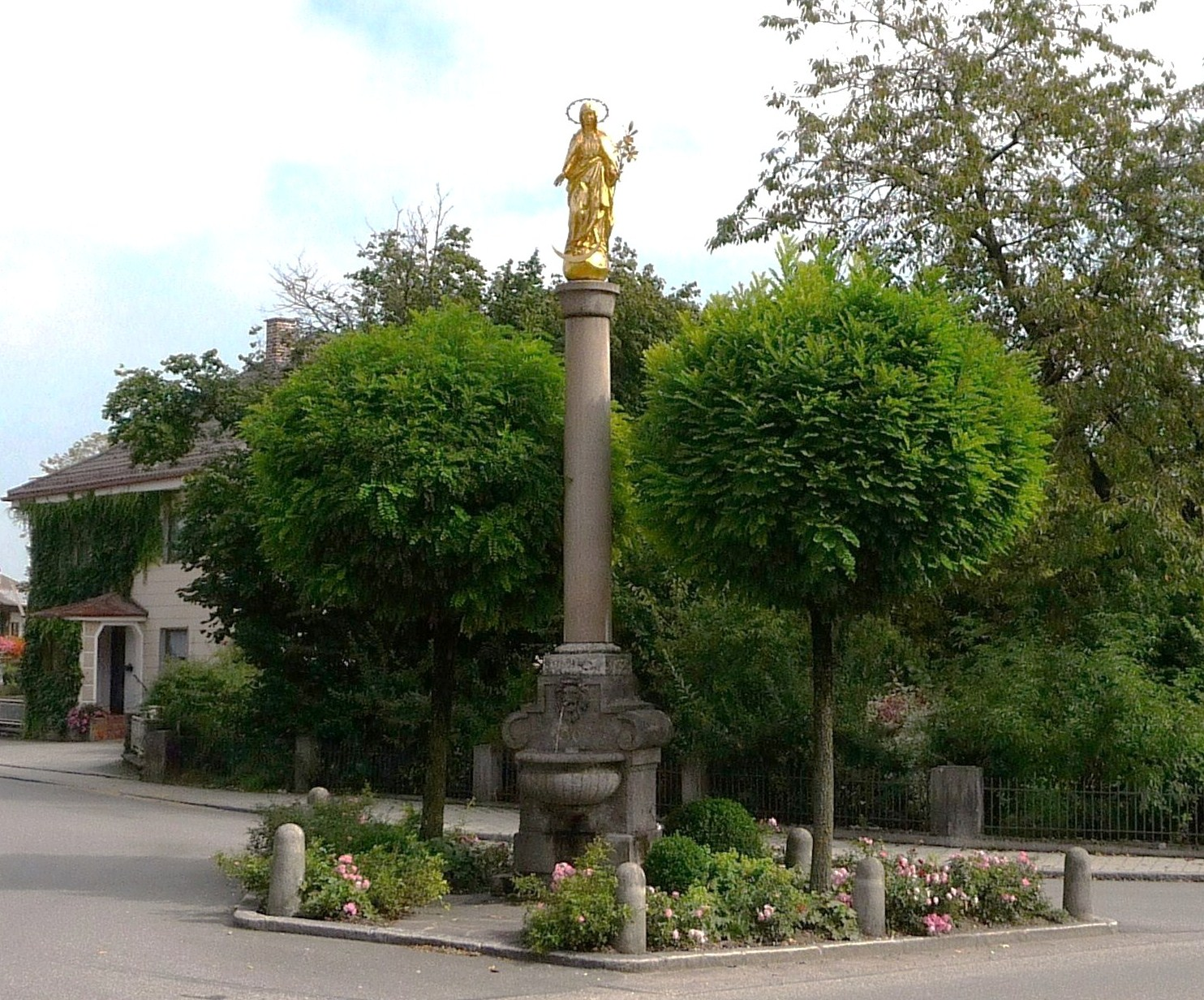
Mariensäule in Kienberg

Die Mariensäule in Kienberg, einer Gemeinde im oberbayerischen Landkreis Traunstein, wurde 1906 eingeweiht. Die Mariensäule ist ein geschütztes Baudenkmal. Sie steht an der Kreuzung zwischen den Straßen aus Emertsham, Trostberg und Schnaitsee.
Die Mariensäule steht auf einem Tuffsteinsockel, der als Brunnenbecken genutzt wird. Der Brunnenauslauf erfolgt durch einen Löwenkopf. Eine Tafel an der Rückseite des Brunnens erinnert über die drei Anlässe der Aufstellung: Die Fertigstellung der Wasserversorgung des Ortes, die hundert Jahre zuvor erfolgte Einrichtung der katholischen Pfarrei und das hundertjährige Bestehen des Königreichs Bayern.
Auf der Säule steht eine vergoldete Figur Mariens aus Metall. Ihr Haupt wird von einem Sternenkranz umgeben, entsprechend der Offenbarung des Johannes (Offb, 12,1–5 ).